# Juha Mieto

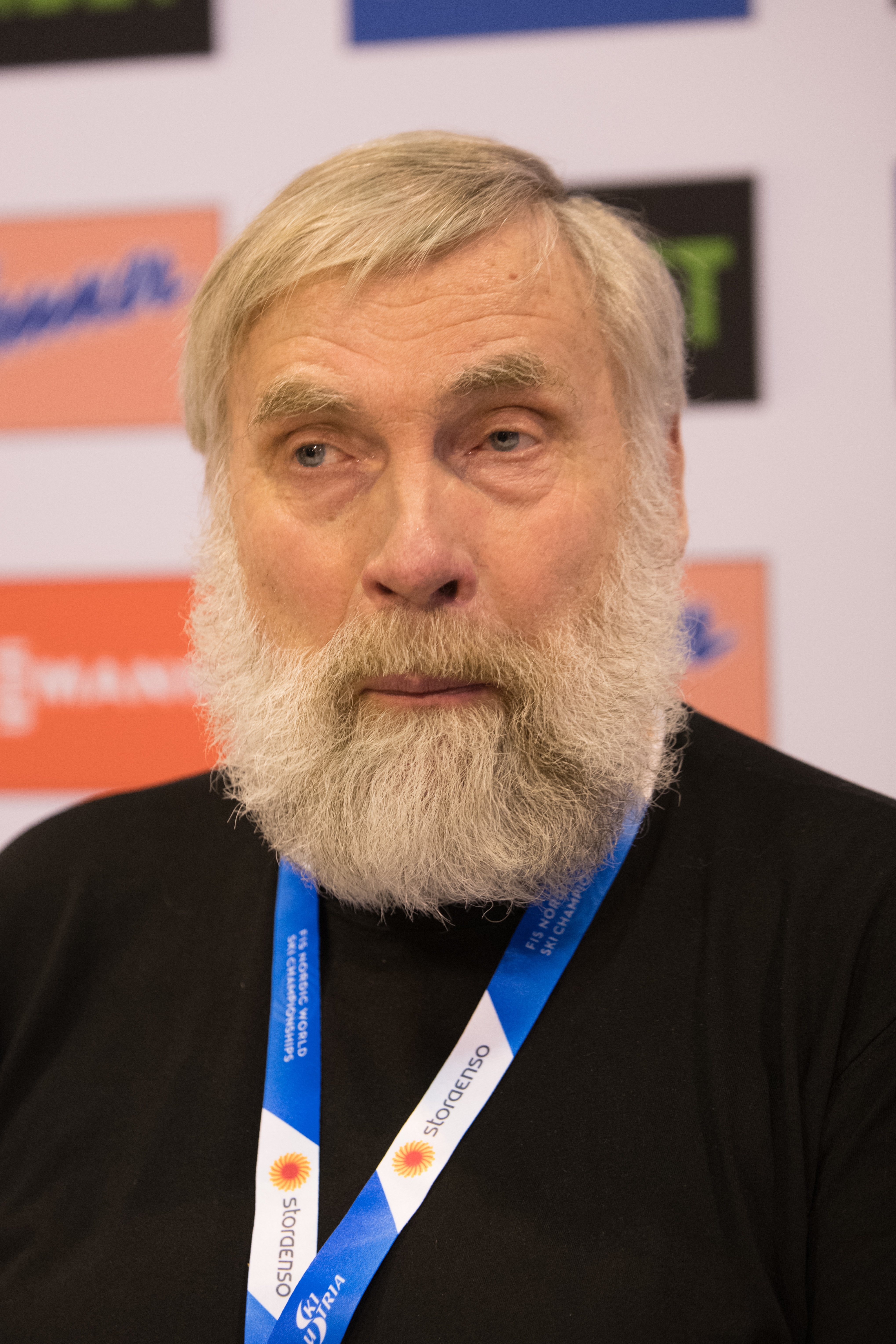
Juha Mieto 2019

Juha Iisakki Mieto (* 20. November 1949 in Kurikka, Finnland) ist ein ehemaliger finnischer Skilangläufer und war von 2007 bis 2011 Abgeordneter im Finnischen Parlament.

## Leben und Karriere
Der 1,96 m große Mieto beherrschte den finnischen Langlauf, insbesondere auf seiner Paradestrecke 15 km, für ein Jahrzehnt und ist nach wie vor einer der populärsten Sportler seines Landes. 1974 wurde er mit der Holmenkollen-Medaille geehrt.
Im internationalen Wettbewerb galt Mieto als „ewiger Zweiter“, da er bei großen Rennen mehrmals einen Sieg knapp verfehlte. Bei den Olympischen Spielen 1980 in Lake Placid verlor er im Rennen über 15 km um eine Hundertstelsekunde gegen Thomas Wassberg. Wassberg plädierte für die Teilung des ersten Platzes, wegen des minimalen Vorsprungs und weil er dadurch im Vorteil war, dass ihm im Endspurt die Zeitdifferenz bekannt war (siehe Verfolgung). Das IOC lehnte dieses Ansinnen den Regeln gemäß ab. Nach diesem Rennen wurde die Zeitmessung im Skilanglauf auf Zehntelsekunden beschränkt.
Bei den Finnischen Parlamentswahlen im Jahre 2007 kandidierte er im Wahlbezirk Vaasa für die bäuerlich-liberale Finnische Zentrumspartei und wurde als Abgeordneter gewählt. Mit 13.768 Stimmen erhielt er die siebtmeisten Stimmen in ganz Finnland. Bei den darauffolgenden Wahlen im April 2011 verfehlte er den Einzug ins Parlament jedoch deutlich.

## Erfolge
- Olympische Winterspiele 1976 in Innsbruck: Gold mit der 4 × 10-km-Staffel
- Olympische Winterspiele 1980 in Lake Placid: Silber über 15 und 50 km, Bronze mit der 4 × 10-km-Staffel
- Olympische Winterspiele 1984 in Sarajevo: Bronze mit der 4 × 10-km-Staffel
- Nordische Skiweltmeisterschaften 1974 in Falun: Silber über 30 km
- Nordische Skiweltmeisterschaften 1978 in Lahti: Silber mit der 4 × 10-km-Staffel, Bronze über 15 km
- Nordische Skiweltmeisterschaften 1982 in Oslo: Bronze mit der 4 × 10-km-Staffel
- Skilanglauf-Weltcup: Sieger 1976 und 1980, Zweiter 1974 und 1977